# Cẩm Thủy (huyện)
Cẩm Thủy là một huyện cũ nằm ở phía tây bắc của tỉnh Thanh Hóa, Việt Nam.

## Địa lý
Địa giới hành chính huyện Cẩm Thủy:
- Phía đông giáp huyện Vĩnh Lộc
- Phía bắc giáp huyện Thạch Thành
- Phía tây giáp huyện Bá Thước
- Phía nam giáp các huyện Ngọc Lặc, Yên Định.

Huyện Cẩm Thủy có diện tích 424,50 km², dân số năm 2022 là 131.257 người, mật độ dân số đạt 309 người/km².

### Địa hình
Địa hình thấp dần theo hướng Tây Bắc - Đông Nam, độ cao trung bình 200 – 400 m, độ dốc trung bình 25-30°, có núi Đèn cao 953 m, núi Hạc cao 663 m, giữa có thung lũng sông Mã chảy dài hơn 40 km.

### Khí hậu
Cẩm Thủy có khí hậu nhiệt đới gió mùa. Tổng nhiệt độ trong năm 8.400 - 8.500 °C. Cẩm Thủy có địa hình dạng lòng chảo và thấp dần từ phía tây nam và đông bắc xuống thung lũng sông Mã, trong đó trên 80% diện tích là đồi núi.

### Dân cư
Dân số 113.580 người (đến 01/4/2009), có 3 dân tộc anh em sinh sống: Mường (52,4%), Kinh (44,5%), Dao (2,9%), còn lại là các dân tộc khác.

### Giao thông
Cẩm Thủy có đường liên vận quốc tế 217 dài 40 km nối vùng thượng Lào với Biển Đông. Đường Hồ Chí Minh, Quốc lộ 217, sông Mã giao nhau tại thị trấn Phong Sơn tạo điều kiện gắn Cẩm Thủy với các lãnh thổ kinh tế trong và ngoài tỉnh, nhất là với thủ đô Hà Nội.

## Lịch sử
Sau năm 1954, huyện Cẩm Thủy có 12 xã: Cẩm Bình, Cẩm Giang, Cẩm Long, Cẩm Minh, Cẩm Phong, Cẩm Ngọc, Cẩm Sơn, Cẩm Tâm, Cẩm Tân, Cẩm Thạch, Cẩm Tú và Cẩm Vân.
Ngày 11 tháng 9 năm 1964, Bộ Nội vụ ban hành Quyết định số 237-NV. Theo đó:
- Điều chỉnh địa giới giữa hai xã Cẩm Thạch và Cẩm Giang, Cẩm Ngọc và Cẩm Vân
- Chia xã Cẩm Thạch thành 3 xã: Cẩm Thạch, Cẩm Liên và Cẩm Thành
- Chia xã Cẩm Giang thành 2 xã: Cẩm Giang và Cẩm Lương
- Chia xã Cẩm Vân thành 2 xã: Cẩm Vân và Cẩm Yên
- Sáp nhập xã Cẩm Minh vào huyện Vĩnh Lộc.

Ngày 8 tháng 3 năm 1967, thành lập thị trấn nông trường Phúc Do.
Ngày 14 tháng 9 năm 1989, thành lập thị trấn Cẩm Thủy (thị trấn huyện lỵ huyện Cẩm Thủy) trên cơ sở tách đất xã Cẩm Sơn.
Ngày 9 tháng 1 năm 2004, giải thể thị trấn Nông trường Phúc Do để thành lập xã Phúc Do.
Ngày 16 tháng 10 năm 2019, Ủy ban Thường vụ Quốc hội ban hành Nghị quyết số 786/NQ-UBTVQH14 về việc sắp xếp các đơn vị hành chính cấp xã thuộc tỉnh Thanh Hóa (nghị quyết có hiệu lực từ ngày 1 tháng 12 năm 2019). Theo đó:
- Sáp nhập các xã Cẩm Phong, Cẩm Sơn và thị trấn Cẩm Thủy để thành lập thị trấn Phong Sơn
- Sáp nhập xã Phúc Do và một phần xã Cẩm Vân vào xã Cẩm Tân.

Huyện Cẩm Thủy có 1 thị trấn và 16 xã như hiện nay.

## Hành chính
Huyện Cẩm Thủy có 17 đơn vị hành chính cấp xã trực thuộc, bao gồm thị trấn Phong Sơn (huyện lỵ) và 16 xã: Cẩm Bình, Cẩm Châu, Cẩm Giang, Cẩm Liên, Cẩm Long, Cẩm Lương, Cẩm Ngọc, Cẩm Phú, Cẩm Quý, Cẩm Tâm, Cẩm Tân, Cẩm Thạch, Cẩm Thành, Cẩm Tú, Cẩm Vân, Cẩm Yên.
| Tên           | Diện tích (km²) | Dân số (người) |
| ------------- | --------------- | -------------- |
| Thị trấn (01) |                 |                |
| Phong Sơn     | 34,42           | 22.018         |
| Xã (16)       |                 |                |
| Cẩm Bình      | 30,86           | 11.662         |
| Cẩm Châu      | 37,84           | 5.802          |
| Cẩm Giang     | 17,59           | 5.398          |
| Cẩm Liên      | 23,06           | 4.736          |
| Cẩm Long      | 30,63           | 6.821          |
| Cẩm Lương     | 15,95           | 3.360          |
| Cẩm Ngọc      | 30,00           | 8.156          |

| Tên       | Diện tích (km²) | Dân số (người) |
| --------- | --------------- | -------------- |
| Cẩm Phú   | 21,41           | 6.748          |
| Cẩm Quý   | 45,73           | 9.491          |
| Cẩm Tâm   | 18,23           | 4.502          |
| Cẩm Tân   | 14,59           | 7.253          |
| Cẩm Thạch | 21,82           | 7.269          |
| Cẩm Thành | 30,90           | 7.881          |
| Cẩm Tú    | 18,82           | 7.657          |
| Cẩm Vân   | 15,39           | 8.292          |
| Cẩm Yên   | 17,25           | 4.211          |

## Du lịch
- Suối cá thần Cẩm Lương.

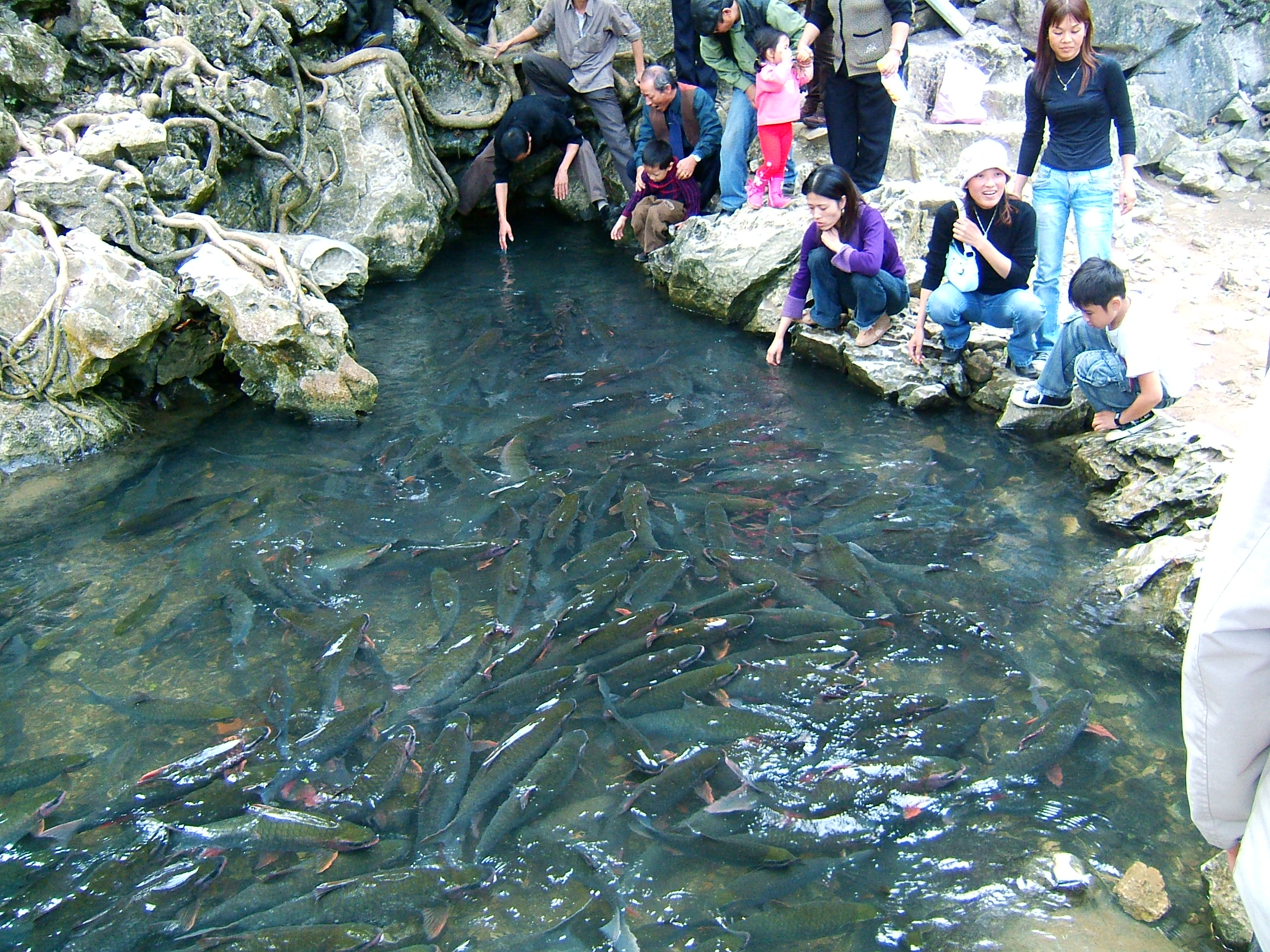
Suối cá tại chân núi Trường Sinh thuộc bản Ngọc, xã Cẩm Lương, huyện miền núi Cẩm Thủy cách trung tâm TP Thanh Hóa gần 100 km về phía tây bắc

- Chùa Chặng (Ngọc Châu Tự): thị trấn Phong Sơn, lễ hội ngày 5, 6, 7 tháng Giêng (âm lịch) hàng năm.
- Chùa Rồng: Xã Cẩm Thạch, lễ hội ngày 12, 13, 14 tháng Giêng (âm lịch) hàng năm.
- Núi Cửa Hà: Nằm trên đường Hồ Chí Minh; thị trấn Phong Sơn, thuộc dãy núi đá vôi Pù Luông - Cúc Phương kéo dài về phía Nam, nơi đây có nhiều động thực vật quý hiếm được ghi trong Sách đỏ Việt Nam năm 2000. Đây là nơi đẹp nhất có thể ngắm nhìn sông Mã.

## Giáo dục
Cẩm Thủy có 3 trường PTTH, 1 trung tâm giáo dục thường xuyên.

## Người nổi tiếng
- Phạm Minh Chính (1958-) - quê ở thị trấn Phong Sơn
- Hoàng Bằng (1956-) - quê ở xã Cẩm Sơn (nay là thị trấn Phong Sơn).
- Quách Lê Thanh (1947-2010) - Người Mường ở xã Cẩm Thành.
- Trịnh Thị Thủy
- Đinh Tiên Phong
- Trương Công Man
- Cao Đình Độ

## Địa phương kết nghĩa

### Huyện Cao Phong (tỉnh Hòa Bình)
Sáng ngày 7 tháng 10 năm 2015, tại Trung tâm hội nghị huyện Cẩm Thủy đã diễn ra Lễ kết nghĩa giữa huyện Cẩm Thủy (tỉnh Thanh Hóa) và huyện Cao Phong (tỉnh Hòa Bình).